# Enzesfeld-Lindabrunn
Enzesfeld-Lindabrunn é um município da Áustria localizado no distrito de Baden, no estado de Baixa Áustria.